# Charmois-devant-Bruyères
Charmois-devant-Bruyères – miejscowość i gmina we Francji, w regionie Grand Est, w departamencie Wogezy.
Według danych na rok 1990 gminę zamieszkiwało 380 osób, a gęstość zaludnienia wynosiła 57 osób/km² (wśród 2335 gmin Lotaryngii Charmois-devant-Bruyères plasuje się na 677. miejscu pod względem liczby ludności, natomiast pod względem powierzchni na miejscu 862.).